# Warren Bernhardt
Warren Bernhardt (Wausau, Wisconsin, 1938. november 13. – 2022. augusztus 19.) amerikai zongorista; dzsessz-, pop- és klasszikus zenész.

## Pályafutása
Apja is zongorista volt, így már korán elkezdett zongorázni. Öt éves korában szüleivel New Yorkba költözött, ahol komoly oktatók foglalkoztak vele. Apja 1957-es halála után inkább  kémiát és fizikát tanult a Chicagói Egyetemen. Ott azonban a blues kerítette hatalmába.
1961 és 1964 között Paul Winter szextettjében muzsikált. New Yorkban George Benson, Gerry Mulligan, Jeremy Steig és mások zenésztársa volt. Szoros kapcsolatban volt Bill Evansszel.
Az 1970-es években több szóló LP-je jelent meg. Később dzsessz- és klasszikus felvételeket egyaránt kiadott.
Részt vett Simon és Garfunkel egykori barátai turnéján, és fellépett Art Garfunkel szólóturnéján is.

## Lemezek
- 1977 Solo Piano
- 1978 Blue Montreux
- 1978 Blue Montreux 2
- 1978 Free Smiles
- 1979 Floating
- 1979 Free Smile
- 1980 Manhattan Update
- 1983 Warren Bernhardt Trio
- 1987 Hands On
- 1990 Ain't Life Grand
- 1991 Heat of the Moment
- 1992 Reflections
- 1993 Family Album
- 2003 Amelia's Song
- 2003 So Real
- 2016 Lotus Night